# ريس تايلور
ريس تايلور (بالإنجليزية: Rhys Taylor)‏ (و. 1990  م) هو لاعب كرة قدم، من المملكة المتحدة، يلعب كحارس مرمى.

## روابط خارجية
- ريس تايلور على موقع إي إس بي إن إف سي (الإنجليزية)
- ريس تايلور على موقع قاعدة بيانات كرة القدم.إي يو (الإنجليزية)
- ريس تايلور على موقع Soccerbase.com (لاعب) (الإنجليزية)
- ريس تايلور على موقع Soccerway.com (الإنجليزية)
- ريس تايلور على موقع عالم كرة القدم.نت (الإنجليزية)